# SpeedRunners
SpeedRunners is een side-scrolling-multiplayer-platformspel ontwikkeld door DoubleDutch Games en uitgegeven door tinyBuild GAMES.
Oorspronkelijk was het een gratis webbrowser-spel gemaakt in Flash met de titel SpeedRunner en later een Xbox 360-spel met de naam SpeedRunner HD op Xbox Live Arcade. SpeedRunners werd op Steam uitgebracht op 26 augustus 2013 via Steam Early Access en werd uitgebracht als een volledig spel op 19 april 2016. SpeedRunners is in juni 2017 op Xbox One uitgebracht als een Games with Gold-titel. Op 23 januari 2020 werd een Nintendo Switch-versie uitgebracht. Het werd in juli 2015 door de Electronic Sports League erkend als e-sport. Vanwege afnemende activiteit werd de SpeedRunners-sectie echter beëindigd op 28 augustus 2016 toen de laatste community cup werd gehouden.

## Gameplay
SpeedRunners wordt gespeeld als een snelle side-scroller. Spelers racen tegen elkaar in een circuit, en proberen hun tegenstanders te ontlopen door middel van enterhaken, power-ups en interactieve omgevingen. Het scherm beweegt mee met de speler die momenteel aan de leiding is. Als een speler te ver achter loopt en van het scherm af valt, sterft het personage. Naarmate de speler vordert, verdienen ze ervaring op basis van hun prestaties. Door voldoende ervaringspunten te krijgen, kan de speler een level omhoog gaan, waardoor nieuwe power-ups, levels, personages en skins worden ontgrendeld.

## Ontvangst
Alex Jones van Kotaku beschreef Speedrunners als de "competitieve multiplayer Mario die Nintendo gemaakt zou moeten hebben". Emanuel Maiberg van PC Gamer zei dat het om een "volledig gerealiseerd idee" gaat, met uitzondering van enkele bugs en groffe visuals. Ben Barrett van Rock, Paper, Shotgun prees de eenvoud van het spel.
SpeedRunners won de Gamer's Voice Award in de SXSW Gaming Award 2015, de Best Multiplayer Game Award 2014 van Indie DB, en werd genomineerd voor Beste PC/Console Game bij de Dutch Game Awards 2012.
Het spel kreeg kritiek van Brett Posner-Ferdman, die de Nintendo Switch-versie van het spel beoordeelde voor Nintendo World-rapport. Hij had kritiek op het spel omdat het geen verhaalmodus had, omdat het weinig aanbood naast multiplayer, en voor het vergrendelen van content achter DLC.